# Forum de Tällberg
 (novembre 2012).
Si vous disposez d'ouvrages ou d'articles de référence ou si vous connaissez des sites web de qualité traitant du thème abordé ici, merci de compléter l'article en donnant les références utiles à sa vérifiabilité et en les liant à la section « Notes et références ».
Le Forum de Tällberg (Tällberg Forum en suédois, pron. « Thellbêrye foreum ») est une conférence internationale  qui, depuis l'année 2005, se tient pendant cinq jours à la fin du mois de juin dans le village de Tällberg au bord du lac Siljan dans la commune de Leksand en Dalécarlie (Suède).
Il rassemble de 400 à 500 personnalités du monde entier pour discuter de coopération au niveau mondial, autour du slogan choisi pour la conférence inaugurale de 2005, How on Earth can we live together?
Il est organisé par la Tällberg Foundation, fondée à Stockholm par Bo Ekman (pron. « Bou Eékmann » ), cadre d'entreprises à la retraite et expert en management né en 1937, et fait suite aux Tällberg Workshops qui s'étaient tenus depuis 1981. 
Dans l'article de Wikipedia en anglais Tällberg Forum, qui lui sert de prospectus, la Fondation se dit « humaniste » et réchauffiste, et affirme organiser d'autres réunions sur le même thème au cours de l'année.